# Maksim Bohdan
Maksim Bohdan (belarussisch Максим Богдан; * 19. März 1997) ist ein belarussischer Sprinter.

## Sportliche Laufbahn
Erste internationale Erfahrungen sammelte Maksim Bohdan im Jahr 2019, als er bei den U23-Europameisterschaften im schwedischen Gävle mit der belarussischen 4-mal-100-Meter-Staffel in 39,99 s den fünften Platz belegte. 2021 startete er im 60-Meter-Lauf bei den Halleneuropameisterschaften in Toruń und schied dort mit 6,84 s in der ersten Runde aus.
2020 wurde Bohdan belarussischer Meister in der 4-mal-100-Meter-Staffel.

## Persönliche Bestleistungen
- 100 Meter: 10,54 s (+1,3 m/s), 18. Juli 2019 in Brest
  - 60 Meter (Halle): 6,77 s, 12. Februar 2021 in Mahiljou
- 200 Meter: 21,31 s (−1,0 m/s), 26. Juni 2021 in Minsk
  - 200 Meter (Halle): 21,69 s, 13. Januar 2021 in Mahiljou